# World Badminton Grand Prix 1987 (Finale)
Das Finale des World Badminton Grand Prix 1987 fand vom 6. bis 10. Januar 1988 in Hongkong statt. Es war der Abschlusswettkampf der Grand-Prix-Serie der abgelaufenen Saison. Das Preisgeld betrug umgerechnet 151.050 US-Dollar.

## Finalresultate
| Disziplin    | Sieger                          | Ergebnis                        | Finalist          |
| ------------ | ------------------------------- | ------------------------------- | ----------------- |
| Herreneinzel | Xiong Guobao                    | Eddy Kurniawan                  | 15:2, 18:14       |
| Dameneinzel  | Li Lingwei                      | Han Aiping                      | 11:8, 11:5        |
| Herrendoppel | Li Yongbo Tian Bingyi           | Zhang Qiang Zhou Jincan         | 15:9, 15:4        |
| Damendoppel  | Guan Weizhen Lin Ying           | Hwang Hye-young Chung Myung-hee | 15:6, 13:15, 15:4 |
| Mixed        | Stefan Karlsson Maria Bengtsson | Billy Gilliland Gillian Gowers  | 15:8, 18:15       |